# Vincetoxicum thailandense
Vincetoxicum thailandense là một loài thực vật có hoa trong họ La bố ma. Loài này được (P.T. Li) Liede miêu tả khoa học đầu tiên năm 1996.